# Добромирово Евангелие

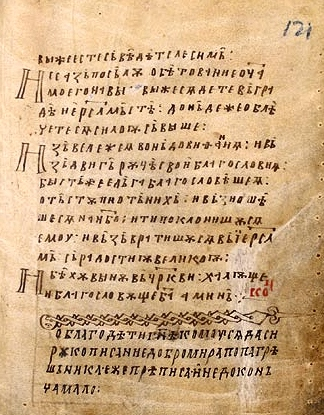
Добромирово Евангелие

Добромирово Евангелие (лат. Evangelium Dobromiri) — один из старейших памятников среднеболгарской письменности, созданный в XII веке на юго-западе Болгарии.

## Описание
Содержит четвероевангелие, которое считается одним из старейших кириллических. Его переписывали несколько писцов. Имя одного из них, священника Добромира, сохранилось в следующей записи: «О благодѣти Г(оспод)нѣ комоу сѧ даси рѫкописание Добромира попа грѣшника еже прѣписа и не доконьча мало».. Книги украшена скромно.
Рукопись много путешествовала. К середине XVI века болгарские паломники перенесли ее на Синай. В 1899 году большая ее часть (183 листа) достигла Санкт-Петербурга, где сейчас хранится в Российской национальной библиотеке (шифр Q.п. I.55). Еще 23 листа остались в монастыре Святой Екатерины (Sinait. Slav. 43) и два листа попали в Национальную библиотеки в Париже (Paris. Slav. 65, fols. 3-4).

## Языковые особенности
Язык довольно архаичен и тесно связан со древнеболгарским (старославянским) каноном, предшествовавшим реформе правил написания букв для носовых гласных, которая коснулась среднеболгарских рукописей. Евангелие было опубликовано только в 1970-х годах, но его подробно изучил Ватрослав Ягич .
- Из двух еровых гласных используется только ь.
- Сильно выражено прояснение еров в сильной позиции (ъ > о, ь > е): ложь, сотникь, възопи, во, возъ, со, оть пьчель соть, дверникь, кресть, вьскресь, тресть, оумерши.
- Правильное использование букв носовых гласных в корневых слогах.
- Очень редко употребление губного /л/: корабь, прославѫ, любеше.
- Изобилуют древние формы простого аориста и супина.
- Буква ѫ заменяет ѧ в глагольных формах 3 л. мн. ч.: слышѫть, творѫть.
- Относительное местоимение еже употребляется в безродовой форме.
- Отмечаются некоторые новые формы: ны вместо мы.
- Налицо начало распада именного склонения в древнеболгарском языке — несогласованность прилагательных и причастий с родом и падежом существительных, которые они определяют, — факт, замеченный еще В. Ягичем.